# Melanger
Melanger ist eine Wüstung auf dem Gemeindegebiet des Marktes Küps im Landkreis Kronach (Oberfranken, Bayern).

## Geographie
Der Weiler lag auf einer Höhe von 311 m ü. NHN am linken Ufer der Rodach südlich von Küps.

## Geschichte
Melanger war ein herrschaftliches Haus, das 1804 erbaut wurde. Es gehörte dem Seniorat von Redwitz. Das Hochgericht übte das Rittergut Küps im begrenzten Umfang aus, es hatte ggf. an das bambergische Centamt Weismain auszuliefern.
Mit dem Gemeindeedikt wurde Melanger dem 1808 gebildeten Steuerdistrikt Küps und der 1818 gebildeten Ruralgemeinde Küps zugewiesen. 1809 hatte der Weiler Melanger 33 Einwohner. 1818 wurden für den Ort zwei Anwesen angegeben. 1820 wurde es als eine zu Küps gehörende Einöde aufgelistet. Über die weitere Entwicklung des Ortes gibt es in den Amtlichen Ortsverzeichnissen und topographischen Karten keine weiteren Angaben. Heute erinnert die Ortsstraße Melanger an den Ort.

## Religion
Melanger war evangelisch-lutherisch geprägt und nach St. Jakob (Küps) gepfarrt.